# Incognito (zespół muzyczny)
Incognito – brytyjska acid-jazzowa grupa muzyczna powstała w 1981 roku.
Liderem, kompozytorem, producentem muzycznym, gitarzystą i wokalistą grupy jest Jean-Paul 'Bluey' Maunick. Inni ważni członkowie grupy to wokaliści: Jocelyn Brown, Carleen Anderson, Tony Momrelle, Imaani, Maysa Leak, Kelli Sae oraz Joy Malcom
Debiutancki album grupy, Jazz Funk, wydany został w 1982 roku. Od tego czasu muzycy nagrali łącznie 18 albumów studyjnych, z których ostatni ukazał się w 2019 roku.
Zespół odniósł sukces na brytyjskiej liście przebojów dzięki swojemu hitowemu singlowi, który był coverem utworu Always There Ronnie Laws, nagranym wraz z Jocelyn Brown. Singiel ten zajął w Wielkiej Brytanii 6 miejsce. Słynny utwór Don't you worry 'bout a thing z 1992 r. również znalazł się na liście przebojów, na 19 miejscu.
Do artystów wykonujących remiksy utworów Incognito należą m.in.: Masters At Work, David Morales, Jazzanova, Roger Sanchez.

## Dyskografia

### Albumy studyjne
- Jazz Funk – 1981
- Inside Life – 1991
- Tribes, Vibes and Scribes – 1992
- Positivity – 1993
- 100° And Rising – 1995
- Beneath The Surface – 1997
- No Time Like The Future – 1999
- Life, Stranger Than Fiction – 2001
- Who Needs Love – 2002
- Adventures in Black Sunshine – 2004
- Eleven – 2005
- Bees – Things – Flowers – 2006
- Tales From The Beach – 2008
- Transatlantic R.P.M. – 2010
- Surreal – 2012
- Amplified Soul - 2014
- In Search of Better Days - 2016
- Tomorrow's New Dream - 2019

### Kompilacje, remiksy i albumy koncertowe
- Remixed (album z remiksami) – 1996
- Last Night In Tokyo (koncert w Japonii) – 1997
- Blue Moods (album kompilacyjny) – 1997
- Future Remixed (album z remiksami) – 2000
- The Best of Incognito (Kompilacja, wersja japońska) – 1998
- The Best of Incognito (Kompilacja) – 2000
- Life, Stranger Than Fiction – Remixes (EP-ka z remiksami) – 2001
- Love X Love ("Who Needs Love" edycja remiksowana) – 2003
- Let The Music Play (Kompilacja z okazji 25-lecia zespołu) – 2005
- Feed Your Soul (Album z remiksami różnych artystów) – 2005
- Millennium Collection (Kompilacja "Mistrzowie 20-stego wieku") – 2007
- More Tales Remixed (Album z remiksami) – 2008
- Live in London: The 30th Anniversary Concert (Koncert z okazji 30-lecia zespołu) – 2010

### Single
- 1980 Parisienne Girl (UK #73)
- 1981 Incognito
- 1981 North London Boy / Second Chance
- 1990 Can You Feel Me
- 1991 Always There—featuring Jocelyn Brown (UK #6, IRL #25)
- 1991 Crazy For You featuring Chyna (UK #59)
- 1992 Don't You Worry 'Bout A Thing (UK #19)
- 1992 Change (UK #52)
- 1993 Still A Friend Of Mine (UK #47)
- 1993 Givin' It Up (UK #43)
- 1993 I Hear Your Name
- 1994 Pieces Of A Dream (UK #35)
- 1995 Everyday (UK #23)
- 1995 Good Love
- 1995 I Hear Your Name (UK #42)
- 1995 Jacob's Ladder
- 1996 Jump To My Love / Always There (UK #29)
- 1996 Out Of The Storm (UK #57)
- 1999 Black Rain
- 1999 I Can See The Future
- 1999 It Ain't Easy
- 1999 Nights Over Egypt (UK #56)
- 2000 Get Into My Groove
- 2001 Life Stranger Than Fiction Remixes
- 2002 Can't Get You Out Of My Head
- 2002 Morning Sun
- 2002 Reach Out Remixes
- 2003 Love X Love
- 2003 On The Road
- 2004 Everything Your Heart Desires
- 2004 Listen To The Music
- 2005 The 25th Chapter
- 2005 We Got Music
- 2007 This Thing Called Love (Remix)
- 2007 That's the Way of the World
- 2008 I've Been Waiting

### Galeria

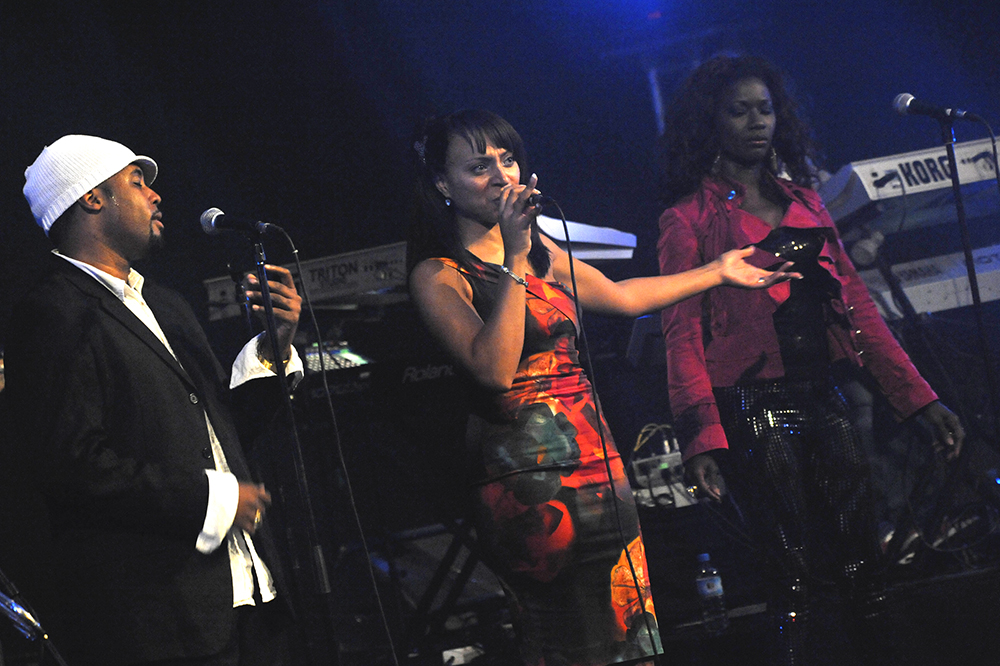
Występ w Warszawie na Jazz Jamboree 2010.
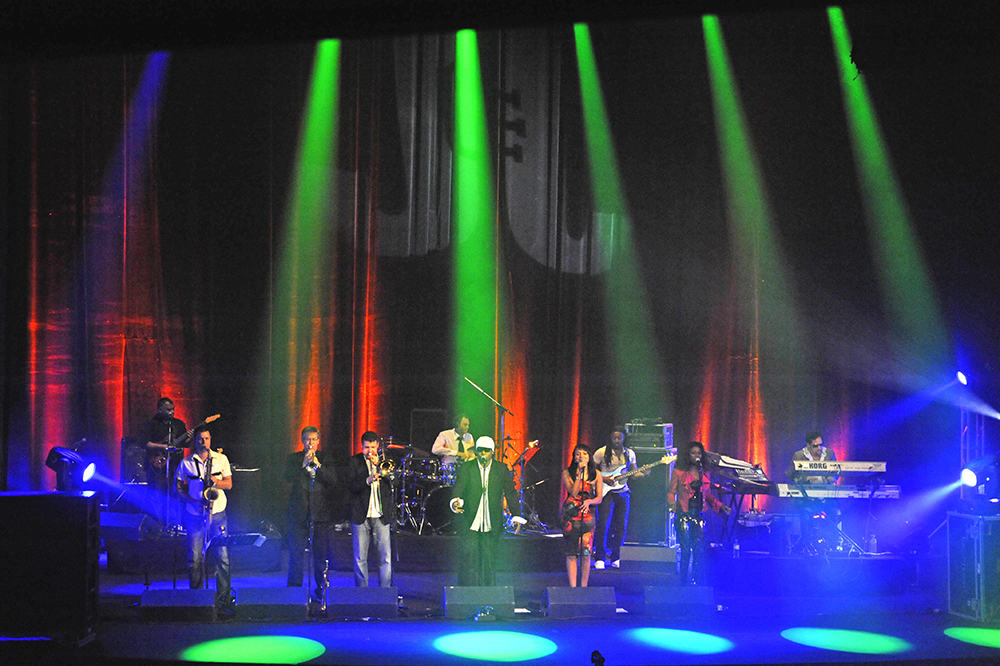
Listopad 2010 w czasie Jazz Jamboree w Warszawie.
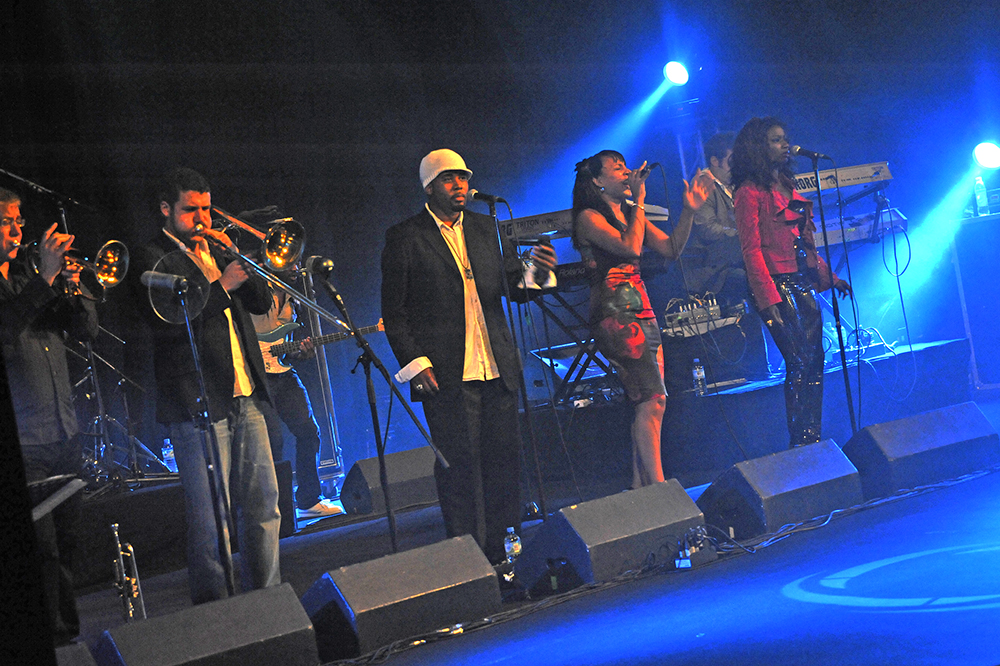
JJ2010 Warszawa.
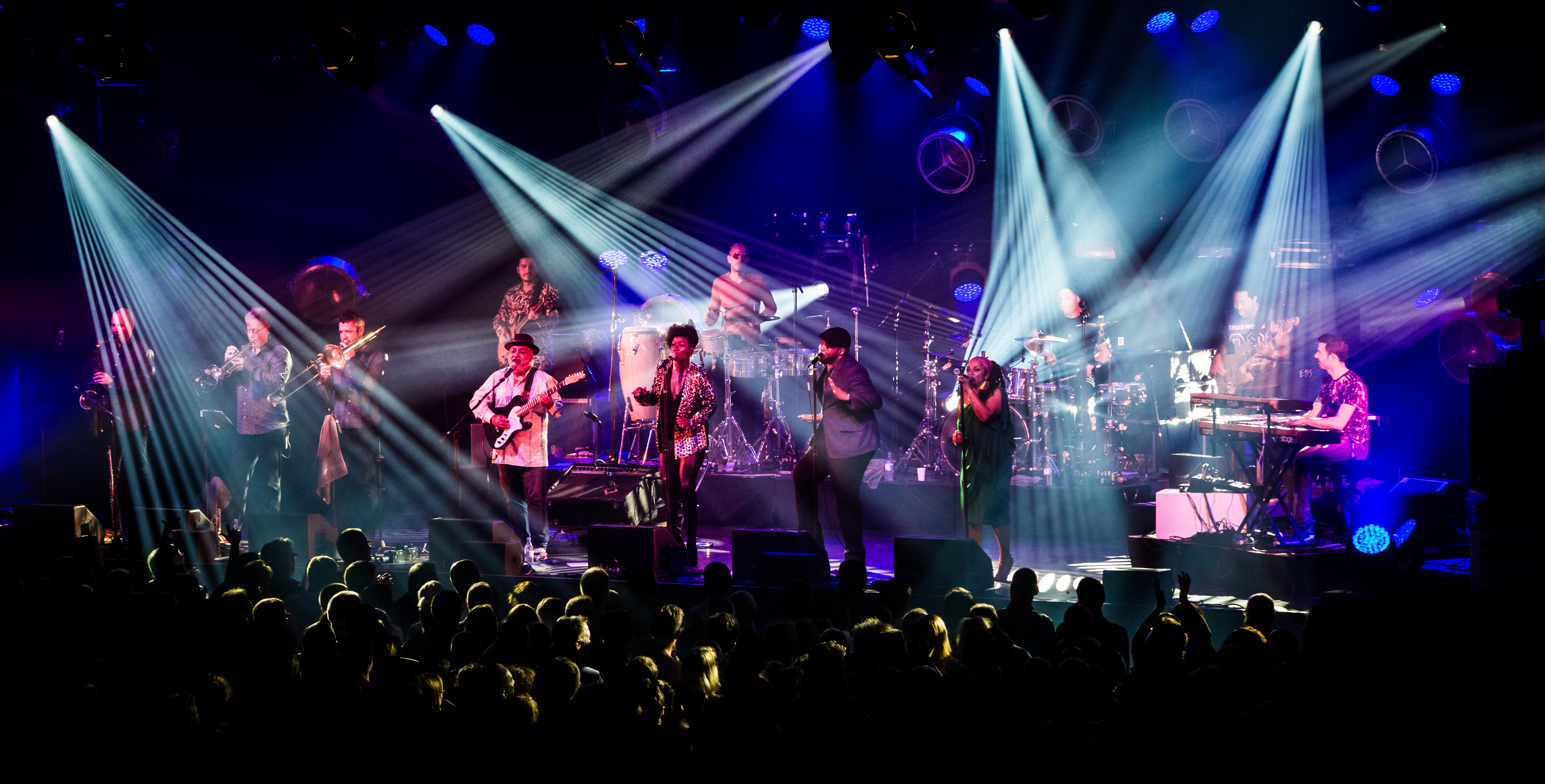
Incognito na scenie w czasie Leverkusener Jazztage w Niemczech - listopad 2016.